# Летнеставочный сельсовет
Летнеставочный сельсовет — упразднённое сельское поселение в Туркменском районе Ставропольского края России.
Административный центр — село Летняя Ставка.

## География
На территории сельсовета расположено 10 водных объектов.

## История
Летнеставочный сельсовет был образован в 1926 году.
До 2004 года назывался Летне-Ставочный сельсовет.
Статус и границы сельского поселения установлены Законом Ставропольского края от 4 октября 2004 г. № 88-КЗ «О наделении муниципальных образований Ставропольского края статусом городского, сельского поселения, городского округа, муниципального района».
С 16 марта 2020 года, в соответствии с Законом Ставропольского края от 31 января 2020 г. № 15-кз, все муниципальные образования Туркменского муниципального района были преобразованы путём их объединения в единое муниципальное образование Туркменский муниципальный округ.

## Население
| 1989  | 2002  | 2010  | 2011  | 2012  | 2013  | 2014  |
| ----- | ----- | ----- | ----- | ----- | ----- | ----- |
| 5946  | ↗6482 | ↘5787 | ↘5778 | ↘5675 | ↘5565 | ↘5478 |
| 2015  | 2016  | 2017  | 2018  | 2019  | 2020  |       |
| ↘5427 | ↘5336 | ↘5313 | ↘5260 | ↘5113 | ↘5042 |       |

### Национальный состав
По итогам переписи населения 2010 года проживали следующие национальности (национальности менее 1 %, см. в сноске к строке «Другие»):
| Национальность | Численность | Процент |
| -------------- | ----------- | ------- |
| Русские        | 3123        | 53,97   |
| Туркмены       | 1349        | 23,31   |
| Татары         | 659         | 11,39   |
| Даргинцы       | 185         | 3,20    |
| Армяне         | 91          | 1,57    |
| Другие         | 380         | 6,57    |
| Итого          | 5787        | 100,00  |

## Состав сельского поселения
| № | Населённый пункт | Тип населённого пункта       | Население |
| - | ---------------- | ---------------------------- | --------- |
| 1 | Берёзовский      | посёлок                      | ↗400      |
| 2 | Летняя Ставка    | село, административный центр | ↘3855     |
| 3 | Поперечный       | посёлок                      | ↘200      |
| 4 | Чур              | аул                          | ↘700      |